# Eicochrysops sanyere
Eicochrysops sanyere is een vlinder uit de familie van de Lycaenidae. De wetenschappelijke naam van de soort is voor het eerst gepubliceerd in 1993 door Michel Libert.
De soort komt voor in Noord-Kameroen.